# Ugrin Čák (1311)
Ugrin III. Čák (maďarsky Csák Ugrin, † 1311) byl významný uherský magnát, straník vlády krále Karla Roberta.

## Život a činnost
Většího významu dosáhl za panování krále Ladislava IV. Kumána, když se několikrát stal královským pokladníkem a roku 1279 získal mačevský a bosenský banát.
Po nástupu krále Ondřeje III. byl loajální, zúčastnil se obrany po tatarském vpádu do Mačvy. Situace se změnila, když král jmenoval svou matku slavonskou vévodkyní, čímž se Ugrinovi vynořil soupeř o moc v této oblasti.
Ugrin Čák se pak stal jedním z nespokojených magnátů, kteří požádali papeže o nového krále. Tím se měl stát Karel I. Robert, vnuk uherské princezny Marie. Po smrti Ondřeje III. se uherští magnáti nedokázali dohodnout na vhodném kandidátovi. Část z nich zvolila syna českého krále, snoubence Ondřejovy dcery Alžběty, Václava III. část druhá, v jejímž čele byl Ugrin, podporovala Karla Roberta z anjouské dynastie. Mladý panovník se těšil Ugrinově podpoře až do jeho smrti roku 1311.